# Fayetteville (Tennessee)
Fayetteville település az Amerikai Egyesült Államok Tennessee államában, Lincoln megyében, melynek megyeszékhelye is. Lakosainak száma 7068 fő (2020. április 1.).

## Népesség
A település népességének változása:

| 2010 | 6 827 |
| 2020 | 7 068 |